# بيشاور
بيشاور (بشتوية,پښور,أردو,پشاور) هي مدينة باكستانية وعاصمة إقليم خيبر بختونخوا. تقع المدينة قرب الحدود مع أفغانستان. يقدر عدد سكانها بثلاثة ملايين و 242 ألف نسمة عام 2006م. ترتفع المدينة 347 متر عن سطح البحر ، من أبرز معالمها أضرحة لبعض الصحابة ممن شاركو في الفتح الإسلامي.
يشكل البشتو غالبية سكان المدينة. تقع قرب المدينة بوابة خيبر الحدودية بين باكستان وأفغانستان.
في شهر فبرار 2023 36 شخصا قتلوا، كما أصيب 147 آخرون في تفجير انتحاري وقع داخل مسجد بالقرب من مقر للشرطة بمدينة بيشاور عاصمة إقليم خيبر بختونخوا شمال غربي البلاد.

## توأمة
لبيشاور اتفاقيات توأمة مع:
- أورومتشي

## أعلام
- فياض أحمد
- مولوي عناية الله هاروني تاروجبة
- غزالة جاويد
- فاسوباندو
- مولانا بجلي گهر
- غلام إسحاق خان
- رحمن بابا
- محمد أيوب خان
- فينود خانا
- ديليب كومار
- كانيشكا
- راج كابور
- يحيى خان